# Mycetophylax simplex
Mycetophylax simplex är en myrart som först beskrevs av Carlo Emery 1888.  Mycetophylax simplex ingår i släktet Mycetophylax och familjen myror. Inga underarter finns listade i Catalogue of Life.